# Expedició alemanya al Caucas
L'expedició alemanya al Caucas va ser una expedició militar enviada el 8 de juny de 1918 per l'Imperi Alemany a la Rússia Transcaucàsia durant la campanya del Caucas de la Primera Guerra Mundial.
El seu principal objectiu era estabilitzar la pro-germànica República Democràtica de Geòrgia per garantir els subministraments de petroli d'Alemanya en prevenció de que l'Imperi Otomà puguès accedir a les reserves de petroli prop de Bakú, en la península d'Abşeron.

## Antecedents
L'armistici d'Erzincan, signat entre els russos i els otomans el 5 de desembre de 1917, va posar fi al conflicte armat entre l'Imperi Rus i l'Imperi Otomà de la Campanya del Caucas del Teatre d'Operacions de l'Orient Mitjà de la Primera Guerra Mundial. El Comitè Unió i Progrés es va moure per a guanyar l'amistat dels bolxevics amb la signatura del tractat d'amistat rus-otomà (1 de gener de 1918).
L'11 de gener de 1918, el decret especial per Armènia va ser signat per Lenin i Stalin, que armava i repatriava a més de 100.000 armenis de l'antic exèrcit del tsar per a ser enviats al Caucas per a les operacions contra els interessos otomans.
El 20 de gener de 1918, Mehmet Talat Paşa va iniciar una protesta oficial contra els bolxevics per haver armat a l'exèrcit armeni, i va dir, «el lleopard de Rússia no ha canviat les seves taques». Els bolxevics i armenis van ocupar el lloc de l'Exèrcit rus del Caucas de Nikolai Nikolàievitx Iudénitx.
Al 3 de març de 1918, el Tractat de Brest-Litovsk va seguir a l'Armistici d'Erzincan, que va causar la sortida de Rússia de la Primera Guerra Mundial.
Entre el 14 de març i l'abril de 1918 es va dur a terme la conferència de pau de Trebisonda entre l'Imperi Otomà i la delegació de la Dieta de Transcaucàsia (Transcaucasia Sejm). Enver Paşa va oferir la finalització de totes les ambicions de l'Imperi Otomà al Caucas a canvi del reconeixement de la readquisició otomana de les províncies d'Anatòlia de l'est de Brest-Litovsk al final de les negociacions. El Tractat de Brest-Litovsk va proporcionar cert alleujament als bolxevics que estaven lluitant en la guerra civil russa. No obstant això, els camps petrolífers de Bakú no estaven sota el control dels russos i alemanys, que tenien una gran demanda de petroli.
Entre el 30 de març i el 2 d'abril de 1918, milers de àzeris i altres musulmans de la ciutat de Bakú i de les zones adjacents de la Gubèrnia de Bakú de la República Democràtica Federativa de Transcaucàsia van ser massacrats pel Daixnak amb un fort suport dels bolxevics soviètics. Els àzeris es van referir a això com un genocidi (en àzeri: soyqırım). Aquest esdeveniment va ser conegut com «Els dies de marxa» o «Els esdevediments de març».
El 5 d'abril, el cap de la delegació de Transcaucàsia, Akaki Chjenkeli, va acceptar el Tractat de Brest-Litovsk com a base per a futures negociacions i va enviar un telegrama als òrgans de govern per instant-los a acceptar aquesta posició. L'estat d'ànim que prevalia en Tbilisi era molt diferent. Els armenis van pressionar a la República de negar-se. Van reconèixer l'existència d'un estat de guerra entre ells i l'Imperi Otomà. Es van reprendre les hostilitats i les tropes otomanes, sota el comandament de Vehip Paşa, van envair noves terres cap a l'est, arribant a les fronteres anteriors a la guerra.
L'11 de maig, es va iniciar una nova conferència de pau en Batum. En aquesta conferència els otomans van estendre les seves demandes per incloure Tbilissi, així com Aleksandrópol i Edjmiatsín; també volien el ferrocarril que es va construir per connectar Kars i Julfa amb Bakú. Els membres de la delegació de la República d'Armènia i de Geòrgia es van començar a bloquejar.
El 21 de maig, l'exèrcit otomà va avançar de nou. El subsegüent conflicte va portar a la batalla de Sardarapat (21-29 de maig de 1918), la batalla de Kara Killisse (24-28 de maig), i la batalla de Bash Abaran (21-24 de maig). El 28 de maig de 1918, Geòrgia va signar el Tractat de Poti amb Alemanya i va donar la benvinguda a la perspectiva d'una expedició alemanya, veient als alemanys com a protectors contra els estralls posterior a la Revolució Russa i dels avenços militars otomans.

## Les forces

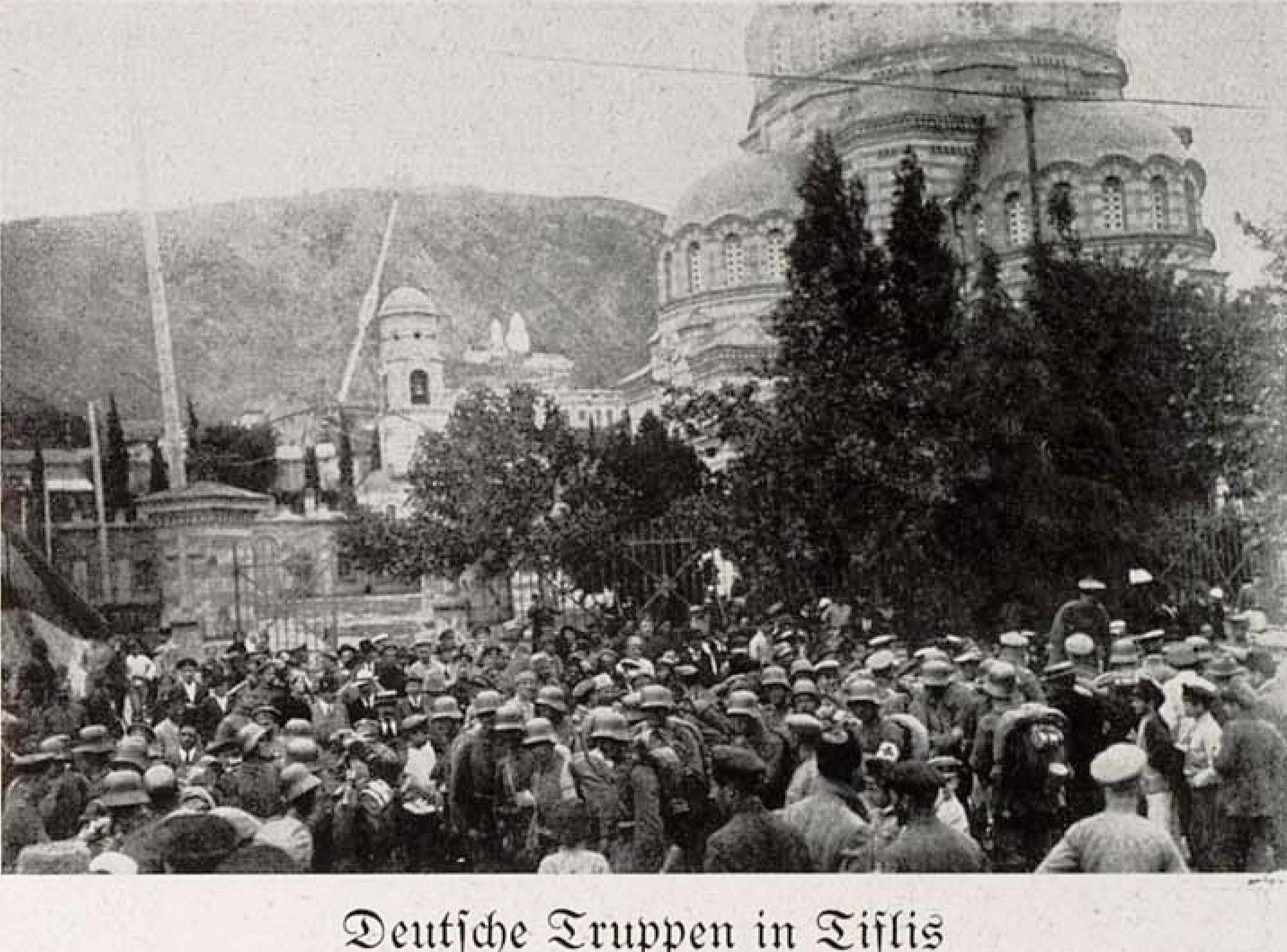
Tropes alemanyes en Tbilisi, 1918

L'expedició alemanya estava composta gairebé exclusivament de tropes bavareses, i va incloure la 7a Brigada de Cavalleria de Baviera, reforçada pel 29è Regiment d'Infanteria de Baviera (7è i 9è batallons Jäger), el 10è Batalló Sturm, una unitat de metralladores, i la 176a Companyia de morters. En total havien 3.000 soldats comandats pel General Major Friedrich Freiherr von Kress Kressenstein. També va estar implicat el general Erich Ludendorff en la supervisió i organització de l'expedició, perquè va conèixer personalment els representants de Geòrgia en Berlín quan els va acompanyar per veure al Kaiser Guillem II.
A més dels georgians del Caucas, estaven els georgians que van servir en la Legió de Geòrgia de l'Exèrcit Imperial alemany. Molts d'aquests oficials i soldats van ser condecorats amb la georgiana Ordre de la Reina Tamar, emesa específicament per al personal militar alemany.
Aquesta força va ser transportada per via marítima des Crimea fins al port georgià de Poti, en la mar Negra, on va desembarcar el 8 de juny de 1918, i més tard es va veure reforçada per les tropes alemanyes portades de Síria i Ucraïna per a servir en Geòrgia.
L'Imperi Otomà tenia el 3r Exèrcit a la regió.

## L'expedició

### Preludi
El 4 de juny, sota l'amenaça directa del 3r Exèrcit otomà que havia avançat fins a 7 km d'Erevan i 10 km d'Edjmiatsín, la Primera República d'Armènia va signar el Tractat de Batum.
El 10 de juny, la força alemanya va arribar a Tbilissi, la capital de Geòrgia, i va dur a terme una desfilada militar germano-georgiana conjunta en via principal de la ciutat. Aviat, a l'expedició alemanya es van sumar els expresoners de guerra alemanys a Rússia i els colons mobilitzats de Württemberg, que s'havien establert a Geòrgia durant la meitat del segle xix. Les guarnicions combinades germano-georgianes van ser estacionades en diverses regions de Geòrgia, incloent Poti, Otxamtxire, Kutaisi, i Marneuli.

### L'escaramussa en Vorontsovka
L'arribada de les tropes alemanyes a Geòrgia va coincidir amb la creixent rivalitat germano-otomana per la influència i els recursos del Caucas, en particular els jaciments de petroli prop de Bakú, en la mar Càspia, i el ferrocarril i l'oleoducte que connectava Batum amb la mar Negra (l'oleoducte de Bakú a Batum). A principis de juny del 1918, el 3r Exèrcit otomà, sota el comandament de Vehip Paşa, va renovar la seva ofensiva en la carretera principal de Tbilissi i es va enfrontar amb una força conjunta germano-georgiana.
El 10 de juny, els otomans van atacar Vorontsovka i van prendre molts presoners, fet que va produir una amenaça oficial de Berlín de retirar el seu suport a les tropes de l'Imperi Otomà. Hans von Seeckt va ser enviat a Geòrgia i es va reunir amb Enver Paşa a Batum. El govern otomà va haver de cedir a la pressió alemanya retirant a Vehip Paşa i detenint de moment el seu avanç cap a Geòrgia pel ferrocarril Batum-Tbilissi-Bakú i pel seu oleducte. Els otomans van reorientar la seva direcció estratègica cap a l'Azerbaidjan amb una acció de bloqueig contra les forces britàniques al nord-oest de Pèrsia. Nuri Paşa va dirigir l'Exèrcit Islàmic del Caucas, conegut també com l'Exèrcit Otomà de l'Islam.

### Camí cap a Bakú

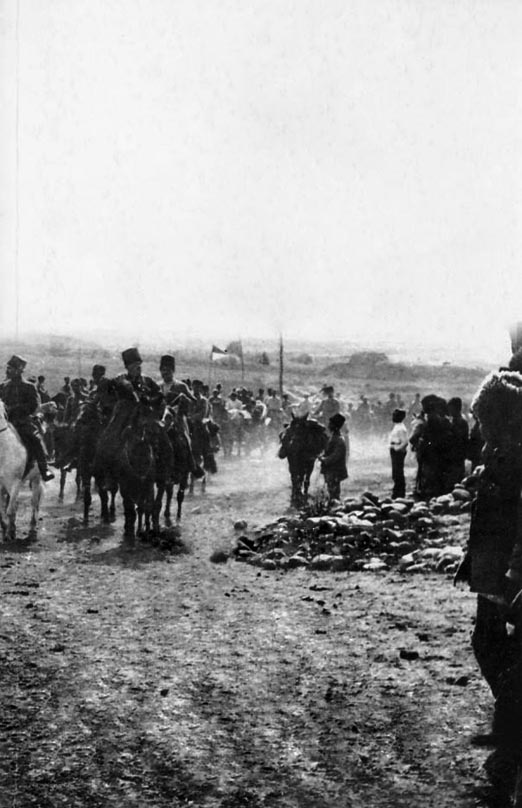
Exèrcit otomà dirigint-se cap a Bakú per salvar a la gent de l'Azerbaidjan dels bolxevics i del Daixnak, 1918

Alhora, dues divisions alemanyes addicionals van ser traslladades des dels Balcans i Ucraïna per avançar cap a Bakú. Al mateix temps, Alemanya va proporcionar assistència financera al govern bolxevic de Moscou i es va oferir a aturar l'Exèrcit Otomà de l'Islam a canvi de la garantia d'accés al petroli de Bakú. Segons l'acord del 27 d'agost entre el govern bolxevic de Moscou i Alemanya, aquest últim rebria una quarta part de la producció del petroli de Bakú, que seria enviada a través de la mar Càspia i el Volga cap Alemanya amb el suport de les forces en Ucraïna.
El govern alemany va demanar a Imperi Otomà que parés l'ofensiva dAzerbaidjan. Enver Paşa va ignorar aquesta sol·licitud. Després de la batalla de Bakú, l'Exèrcit Otomà de l'Islam, sota el comandament de Nuri Paşa, va capturar la ciutat el 15 de setembre de 1918, després de l'evacuació de les forces russes de la RSFRS.
El destacament rus de Lazar Bicherakov i l'expedició alemanya al Caucas, dirigida pel coronel Friedrich von der Holtz, es van reunir el 17 de setembre, juntament amb les forces de la Comuna de Bakú que sortien de la ciutat. Grigory Korganov va ser un activista comunista georgià que va participar en la batalla de Bakú i líder del partit bolxevic en Azerbaidjan durant la revolució russa. No obstant això, una greu crisi política a Alemanya, que va començar durant aquest mes, va avortar l'expedició del Caucas.

## Conseqüències
El 21 d'octubre, el govern alemany va ordenar la retirada de totes les tropes de la regió. L'últim vaixell amb soldats alemanys a bord va salpar del port de Poti al desembre de 1918. Per tant, aquesta va ser l'última formació militar alemanya del servei actiu en la Primera Guerra Mundial en tornar a casa, a l'abril de 1919.